# きらびヶ丘お嬢団
『きらびヶ丘お嬢団』（きらびがおかおじょうだん）は、秋吉由美子による日本の4コマ漫画作品。
竹書房の『まんがくらぶ』2006年4月号に「出動!お嬢団」の題名でゲストとして掲載後、同年7月号から上記に改題の上2008年4月号まで連載された。

## 概要
女子大生の沙雅は、人の役に立つことがしたくて町内のボランティアに志願した。そこに待ち受けていたのは世間知らずのお嬢様たちだった。
「人のためになること」をしようとするがやり方が間違っている3人のお嬢様と、それに振り回される主人公をコミカルに描いたコメディである。

## 登場人物

### お嬢団
沙雅以外の3人は本当のお嬢様で世間知らずである。
小城沙雅（おじょう さまさ）
主人公。名前が「お嬢様」に似ていることから「お嬢団」のリーダー（お守り役）を押し付けられる。
リン
地主の娘。常に着物を着ている黒髪の女性。
ユリ
会社社長の娘。美人で周りにフェロモンをふりまくことも多い。
アンナ
芸能一家の娘。見た目は一番幼そうに見えるが年齢不詳。大物芸能人たちをあごで使える。

### その他
町内会長
ボランティアなどのまとめ役だが、お嬢団を制御することはできない。
忍者・黒服・メイド
忍者はリンの家、黒服とメイドはユリの家に仕えている。全員合わせて3万人はいると推測される。

## 単行本
作者としては初めての竹書房からの単行本である。
- バンブーコミックスより。単巻（2008年6月27日発行） ISBN 978-4-8124-6821-0